# Kanamori Takeshi
Kanamori Takeshi (金森 健志 Kanamori Takeshi, sinh ngày 4 tháng 4 năm 1994 ở Fukuoka, Nhật Bản) là một cầu thủ bóng đá người Nhật Bản thi đấu cho Kashima Antlers.

## Sự nghiệp
Sinh ra và lớn lên ở Fukuoka, Kanamori ra mắt cho đội một của Avispa Fukuoka năm 2013. Anh trở thành cầu thủ không thể thiếu của câu lạc bộ trước khi chuyển đến Kashima Antlers cho mùa giải 2017.

## Thống kê sự nghiệp câu lạc bộ
Cập nhật đến ngày 23 tháng 2 năm 2018.
| 2013 | Avispa Fukuoka  | J2 League | 37  | 6  | 0 | 0 | – | – | – | – | 37  | 6  |
| 2014 | Avispa Fukuoka  | J2 League | 30  | 9  | 0 | 0 | – | – | – | – | 30  | 9  |
| 2015 | Avispa Fukuoka  | J2 League | 32  | 6  | 2 | 0 | – | – | – | – | 34  | 6  |
| 2016 | Avispa Fukuoka  | J1 League | 33  | 4  | 2 | 1 | 5 | 2 | – | – | 40  | 7  |
| 2017 | Kashima Antlers | J1 League | 5   | 0  | 1 | 1 | 0 | 0 | 4 | 0 | 10  | 1  |
| Tổng | Tổng            | Tổng      | 137 | 25 | 5 | 2 | 5 | 2 | 4 | 0 | 151 | 29 |